# كولن كوين
كولن كوين (بالإنجليزية: Colin Coen)‏ هو لاعب قذف أيرلندي، ولد في 1 نوفمبر 1978 في Ballinderreen ‏ في جمهورية أيرلندا.